# 1000 Years of Popular Music
1000 Years of Popular Music je koncertní album anglického zpěváka a kytaristy Richarda Thompsona. Vydáno bylo v roce 2003 společností Beeswing Records. Historie alba sahá do chvíle, kdy byl Thompson pověřen časopisem Playboy, aby vybral nejlepší písně posledních 1000 let. Ten pověření přijal doslova a vybral například i nejstarší anglicky zpívané písně. Dále se na albu nachází Thompsonovy interpretace různých tradicionálů, ale také moderních písní, například od kapel ABBA a Squeeze či zpěvačky Britney Spears.

## Seznam skladeb

### Původní verze (CD)
1. Sumer Is Icumen In
2. King Henry V's Conquest of France
3. When I Am Laid In Earth
4. So Ben Mi Chi Ha Bon Tempo
5. Shenandoah
6. Blackleg Miner
7. Waiting at the Church
8. Trafalgar Square
9. There Is Beauty in the Bellow
10. Why Have My Loved Ones Gone?
11. Old Rocking Chair's Got Me
12. Orange-Coloured Sky
13. Cry Me a River
14. Drinking Wine Spo-dee-o-dee
15. The Fool
16. A Legal Matter
17. Tempted
18. Kiss
19. Oops!… I Did It Again
20. Sam Hall
21. Money, Money, Money
22. It Won't Be Long
23. Marry, Ageyn Hic Hev Donne Yt

### 2CD/DVD verze
Nahráno při jiném koncertu.
1. Sumer Is Icumen In
2. King Henry
3. So Ben Mi Ca Bon Tempo
4. Bonnie St. Johnstone
5. O Sleep Fond Fancy
6. Remember O Thou Man
7. Shenandoah
8. Blackleg Miner
9. I Live in Trafalgar Square
10. There Is Beauty in the Bellow of the Blast
11. Java Jive
12. Night and Day
13. Orange-Coloured Sky
14. Drinking Wine Spo-Dee-O-Dee
15. A-11
16. See My Friends
17. Friday on My Mind
18. Tempted
19. Oops!… I Did It Again
20. Cry Me A River
21. 1985
22. Sam Hall

## Obsazení
- Richard Thompson – zpěv, kytara
- Michael Jerome – perkuse
- Judith Owen – zpěv
- Debra Dobkin – perkuse, zpěv (2CD / DVD verze)